# Terrorcore
Terrorcore – odmiana gatunku hardcore, powstała ok. 1995 roku. Jej korzeni można by się doszukiwać gdzieś w Holandii, gdzie w Rotterdamie powstał nurt gabber. Szybkość utworów terrorcore wynosi od 250 BPM wzwyż, do czego dochodzą sample niczym z horrorów, (zazwyczaj rozciągnięte i bardzo klimatyczne) oraz niekiedy dźwięki niczym z wielkich fabryk, brzmiących jak tarcie się metalu.
Wokal w techno-hardcore jako taki nie istnieje a wstawione sample ograniczają się czasem do krótkich wstawek typu fuck you i tym podobnych. Do prekursorów tego gatunku muzycznego należą między innymi Drokz (który to jest autorem tejże nazwy) Mindcontroller czy Delta 9, jak i niemieckie Gabba Front Berlin, która zapożyczyła nazwę zespołu od nurtu gabber.

## Inni wykonawcy
- Swecore Noize Conspiracy
- Rotterdam Terror Corps w skrócie RTC

## Polscy wykonawcy
- Quato ¨- terrorcore.pl
- Buła:KTS - Kielce Terror Squad
- Darnok
- Groan'er - WST
- The Shocker - terrorcore.pl
- Loffciamcore